# Ann Dowd
Ann Dowd (Holyoke, 30 gennaio 1956) è un'attrice statunitense.

## Biografia
Attrice proficua e di lunga data, ha esperienze in campo teatrale, cinematografico e televisivo. Ha interpretato ruoli secondari in diversi film, tra cui Green Card - Matrimonio di convenienza (1990), L'olio di Lorenzo (1992), Philadelphia (1993), La mia vita a Garden State (2004), The Manchurian Candidate (2004), Io & Marley (2008), Effetti collaterali (2013), St. Vincent (2014) e Captain Fantastic (2016). Dowd è apparsa nei panni di Sandra nel film thriller Compliance (2012), per il quale ha ricevuto il National Board of Review Award alla miglior attrice non protagonista. Nel 2022 ha ricevuto una candidatura al BAFTA alla migliore attrice non protagonista per il film Mass.
Ann Dowd è stata un personaggio regolare della serie della HBO The Leftovers - Svaniti nel nulla (2014-2017), per la quale ha ricevuto una nomination al Primetime Emmy Award per la miglior attrice ospite in una serie drammatica. Dal 2017, interpreta Zia Lydia nell'acclamata serie di Hulu The Handmaid's Tale, grazie alla quale ha vinto il Premio Emmy come miglior attrice non protagonista in una serie drammatica. 

### Vita privata
È sposata con Lawrence Arancio, un noto insegnante di recitazione statunitense, che l'ha affiancata nella serie Law & Order Unità Vittime Speciali.

## Filmografia

### Cinema
- Green Card - Matrimonio di convenienza (Green Card), regia di Peter Weir (1990)
- L'olio di Lorenzo (Lorenzo's Oil), regia di George Miller (1992)
- Philadelphia, regia di Jonathan Demme (1993)
- Può succedere anche a te (It Could Happen to You), regia di Andrew Bergman (1994)
- Un furfante tra i boyscout (Bushwhacked), regia di Greg Beeman (1995)
- Shiloh, un cucciolo per amico (Shiloh), regia di Dale Rosenbloom (1996)
- All Over Me, regia di Alex Sichel (1997)
- L'allievo (Apt Pupil), regia di Bryan Singer (1998)
- Shiloh, un cucciolo per amico 2 (Shiloh 2: Shiloh Season), regia di Sandy Tung (1999)
- La mia vita a Garden State (Garden State) regia di Zach Braff (2002)
- The Manchurian Candidate, regia di Jonathan Demme (2004)
- The Forgotten, regia di Joseph Ruben (2004)
- Ricomincio da me (The Thing About My Folks), regia di Raymond De Felitta (2005)
- La scandalosa vita di Bettie Page (The Notorious Bettie Page), regia di Mary Harron (2005)
- Shiloh e il mistero del bosco (Saving Shiloh), regia di Sandy Tung (2006)
- Flags of Our Fathers, regia di Clint Eastwood (2006)
- Gardener of Eden - Il giustiziere senza legge (Gardener of Eden), regia di Kevin Connolly (2007)
- The Living Wake, regia di Sol Tryon (2007)
- The Babysitters, regia di David Ross (2007)
- Alice una vita sottosopra (Alice Upside Down), regia di Sandy Tung (2007)
- Io & Marley (Marley & Me), regia di David Frankel (2008)
- The Informant!, regia di Steven Soderbergh (2009)
- Coming Up Roses, regia di Lisa Albright (2011)
- L'arte di cavarsela (The Art of Getting By), regia di Gavin Wiesen (2011)
- Compliance, regia di Craig Zobel (2012)
- The Wedding Party (Bachelorette), regia di Leslye Headland (2012)
- Effetti collaterali (Side Effects), regia di Steven Soderbergh (2013)
- Non lasciarmi sola (Gimme Shelter), regia di Ron Krauss (2013)
- St. Vincent, regia di Theodore Melfi (2014)
- Chi è senza colpa (The Drop), regia di Michaël R. Roskam (2014)
- All'ultimo voto (Our Brand is Crisis), regia di David Gordon Green (2015)
- Captain Fantastic, regia di Matt Ross (2016)
- L'incredibile vita di Norman (Norman: The Moderate Rise and Tragic Fall of a New York Fixer), regia di Joseph Cedar (2016)
- Collateral Beauty, regia di David Frankel (2016)
- Tyrel, regia di Sebastián Silva (2018)
- Nancy, regia di Christina Choe (2018)
- A Kid Like Jake, regia di Silas Howard (2018)
- American Animals, regia di Bart Layton (2018)
- Hereditary - Le radici del male (Hereditary), regia di Ari Aster (2018)
- Rebecca, regia di Ben Wheatley (2020)
- Mass, regia di Fran Kranz (2021)
- The Independent - Complotto per la Casa Bianca (The Independent), regia di Amy Rice (2022)
- L'esorcista - Il credente (The Exorcist: Believer), regia di David Gordon Green (2023)
- L'amico fedele, regia di Scott McGehee e David Siegel (2024)

### Televisione
- First Steps – film TV (1985)
- The Days and Nights of Molly Dodd – serie TV, episodio 4x09 (1990)
- The Cosby Mysteries – film TV (1994)
- Heaven & Hell: North & South, Book III – miniserie TV, 3 episodi (1994)
- Chicago Hope – serie TV, episodio 1x17 (1995)
- Kingfish: A Story of Huey P.Long – film TV (1995)
- Nothing Sacred – serie TV, 20 episodi (1997-1998)
- Providence – serie TV, episodio 1x02 (1999)
- X-Files (The X-Files) – serie TV, episodio 7x05 (1999)
- NYPD - New York Police Department (NYPD Blue) – serie TV, episodio 7x07 (2000)
- Freaks and Geeks – serie TV, episodi 1x04-1x10 (2000)
- In tribunale con Lynn (Family Law) – serie TV, episodio 1x22 (2000)
- Giudice Amy (Judging Amy) – serie TV, episodi 1x02-2x05 (1999-2000)
- Amy e Isabelle – film TV (2001)
- The Division – serie TV, episodio 1x16 (2001)
- 100 Centre Street – serie TV, episodio 2x08 (2001)
- The Education of Max Bickford – serie TV, episodi 1x05-1x15-1x22 (2001-2002)
- Squadra emergenza (Third Watch) – serie TV, episodi 3x13-3x14-4x11 (2002-2003)
- Il tocco di un angelo (Touched by an Angel) – serie TV, episodio 9x16 (2003)
- Law & Order - I due volti della giustizia (Law & Order) – serie TV, 4 episodi (1991-2003)
- Law & Order: Criminal Intent – serie TV, episodio 4x09 (2004)
- Dr. House - Medical Division (House, M.D.) – serie TV, episodio 1x05 (2004)
- Law & Order - Il verdetto (Law & Order: Trial by Jury) – serie TV, episodio 1x04 (2005)
- Taking Chance - Il ritorno di un eroe (Taking Chance) – film TV (2009)
- Law & Order - Unità vittime speciali (Law & Order: Special Victims Unit) – serie TV, episodi 2x13-4x25-10x15 (2001-2009)
- Louie – serie TV, episodio 1x11 (2010)
- Pan Am – serie TV, episodio 1x09 (2011)
- True Detective – serie TV, episodio 1x08 (2014)
- Olive Kitteridge – miniserie TV, 4 episodi (2014)
- Masters of Sex – serie TV, 7 episodi (2013-2014)
- Big Driver, regia di Mikael Salomon – film TV (2014)
- Quarry - Pagato per uccidere (Quarry) – serie TV, 4 episodi (2016)
- Girls – serie TV, episodio 6x09 (2017)
- The Leftovers - Svaniti nel nulla (The Leftovers) – serie TV, 21 episodi (2014-2017)
- Good Behavior - serie TV, 9 episodi (2016-2017)
- The Handmaid's Tale – serie TV (2017-2025)

### Doppiatrice
- Terminator Zero – serie animata, 4 episodi (2024)

## Teatro (parziale)
- Il misantropo di Molière, regia di Munson Hicks. Court Theatre di Chicago (1984)
- Le armi e l'uomo di George Bernard Shaw, regia di Nicholas Rudall. Court Theatre di Chicago (1985)
- Il compleanno di Harold Pinter, regia di Susan Dafoe. Court Theatre di Chicago (1985)
- I rivali di Richard Brinsley Sheridan, regia di Maria Aitken. Court Theatre di Chicago (1985)
- Il costruttore Solness di Henrik Ibsen, regia di Donald Ilko. Court Theatre di Chicago (1986)
- Zio Vanja di Anton Čechov, regia di Munson Hicks. Court Theatre di Chicago (1986)
- Orestea di Eschilo, regia di Nicholas Rudall. Court Theatre di Chicago (1986)
- Lo zoo di vetro di Tennessee Williams, regia di Nicholas Rudall. Court Theatre di Chicago (1988)
- Il crogiuolo di Arthur Miller, regia di Arvin Brown. Court Theatre di Chicago (1990)
- Candida di George Bernard Shaw, regia di Gloria Muzio. Criterion Center Stage Right di Broadway (1993)
- Il dubbio di John Patrick Shanley, regia di Anders Cato. George Street Playhouse di New Brunswick (2007)
- Il gabbiano di Anton Čechov, regia di Ian Rickson. Walter Kerr Theatre di Broadway (2007)
- Un nemico del popolo di Henrik Ibsen, regia di Robert Icke. Wade Thompson Drill Hall dell'Off-Broadway (2021)

## Doppiatrici italiane
Nelle versioni in italiano dei suoi lavori, Ann Dowd è stata doppiata da:
- Rita Savagnone in The Leftovers - Svaniti nel nulla, All'ultimo voto, Collateral Beauty
- Aurora Cancian ne La mia vita a Garden State, Captain Fantastic, L'amico fedele
- Lorenza Biella in Masters of Sex, Olive Kitteridge, Quarry - Pagato per uccidere
- Isabella Pasanisi ne L'allievo, L'esorcista - Il credente
- Stefanella Marrama in  Chi è senza colpa, Effetti collaterali
- Paila Pavese in The Wedding Party
- Serena Verdirosi ne L'arte di cavarsela
- Stefania Romagnoli in Shiloh, un cucciolo per amico
- Maria Grazia Dominici in Philadelphia
- Cinzia De Carolis in Law & Order - I due volti della giustizia
- Anna Cesareni in Law & Order - I due volti della giustizia
- Stefania Patruno in Law & Order - Criminal Intent
- Daniela Nobili in X-Files
- Marinella Armagni in The Handmaid's Tale (st. 1-4)
- Loredana Nicosia in The Handmaid's Tale (st. 5-6)
- Marina Tagliaferri in Hereditary - Le radici del male
- Antonella Giannini in American Animals
- Rosalba Bongiovanni in Nancy